# Savo Milošević
Savo Milošević (Bijeljina, Jugoszlávia, 1973. szeptember 2. –) szerb válogatott labdarúgó, edző.

## Pályafutása

### Klubcsapatban
Pályafutását a Partizan Belgrád csapatában kezdte. A felnőtt csapatban 1992-ben mutatkozott be és rögtön az első idényében meglehetősen eredményesen zárt, 31 mérkőzésen 14 alkalommal volt eredményes. A jó forma kitartott és következő két idényben egyaránt megszerezte a gólkirályi címet.
1995-ben az Aston Villa szerződtette, melynek színeiben három évig játszott, ezalatt 117 találkozón lépett pályára és 34 gólt szerzett. 1998 és 2000 között a spanyol Real Zaragoza játékosa volt. Az 1999–2000-es szezonban 21 alkalommal talál az ellenfelek kapujába, csapata pedig a negyedik helyen végzett.
2000 nyarán a Parma csapatához igazolt. 2002 januárjában kölcsönadták a Zaragozának, ahol 16 mérkőzésen 6 gólt szerzett. A 2002–2003-as és a 2003–2004-es idényt szintén kölcsönben töltötte, először az RCD Espanyol, majd a Celta Vigo csapatánál. 2004 és 2007 között az Osasuna együttesét erősítette.
2008-ban a Rubin Kazany játékosaként fejezte be pályafutását.

### A válogatottban
1994 és 2008 között 102 alkalommal szerepelt a jugoszláv, majd a szerb válogatottban. Részt vett az 1998-as és a 2006-os világbajnokságon, illetve a 2000-es Európa-bajnokságon.
Bemutatkozására a jugoszláv SZK csapatában 1994. december 23-án került sor egy Brazíliától 2–0-ra elveszített barátságos mérkőzés alkalmával. A 2000-es Európa-bajnokságon 5 találattal –a holland Patrick Kluiverttel egyetemben– gólkirályi címet szerzett és bekerült a torna álomcsapatába is.
A 100 mérkőzését a 2006-os világbajnokságon játszotta Szerbia és Montenegró színeiben az Argentína elleni csoportmérkőzésen (0–6). A szerb labdarúgás történetében korábban még senki nem érte el ezt a rekordot.
Utolsó mérkőzésére 2008. november 19-én került sor egy Bulgária elleni 6–1-es győzelemmel végződött barátságos alkalmával, melyen a két gólja mellett kihagyott két tizenegyest.

### Edzőként
2020 szeptemberében lemondott az FK Partizan edzői posztjáról.

## Sikerei, díjai

### Játékosként
FK Partizan
- Jugoszláv SZK bajnok (2): 1992–93, 1993–94
- Jugoszláv SZK kupa (1): 1993–94

Aston Villa
- Angol ligakupa (1): 1995–96

Rubin Kazany
- Orosz bajnok (1): 2008

Egyéni
- A Jugoszláv SZK bajnokság gólkirálya (2): 1993–94 (21 gól), 1994–95 (30 gól)
- A 2000-es Európa-bajnokság gólkirálya (5 gól)

### Edzőként
FK Partizan
- Szerb kupa (1): 2018–19